# 青石縣
青石縣，本晉興縣，東晉平蜀置，屬巴西郡。西魏改曰始興縣，後又曰青石，隋、唐因之。有青山，出青石，可以為磬。有涪江。治所在今四川潼南縣北。北宋熙寧六年（1073年）廢入遂寧縣，次年復置。元至元十九年（1282年）又廢入小溪縣